# PLK
Матьє Клод Даніель Прускі — французький репер польського походження, відомий під сценічним ім'ям PLK. Народився 15 квітня 1997. Його батько поляк, а дід емігрував у Другій світовій війні з Польщі до Франції. Його мати — корсиканка. Прускі виріс у окрузі 14е в Парижі. Він почав писати тексти, коли йому було 9 років, а писати композиції, коли йому було 13. У 14 років він був частиною формування La Confrérie поряд з Ормазом та Зев. Пізніше Прускі став членом групи Panama Bende, створеної сімома молодими артистами з Парижа. Вони разом випустили у 2016 році EP Bende Mafia та альбом ADN у 2017 році.
Сольну кар'єру він розпочав у червні 2017 року, підписавши контракт з лейблом Panenka Music, після співпраці з Fonky Flav, який був засновником лейблу Panenka Music. Незабаром він випустив два мікстейпи Ténébreux і Platinum, які здобули йому ще більшої популярністі. Він також з'явився у « Rentre dans le Cercle» виробництва репера Софіані. Він співпрацював з репером Лефою з Sexion d'Assaut і з'явився у саундтреку Taxi 5 з треком «Lambo» у співпраці з Mister V. Інші співробітники включали реперів SCH, Nekfeu та польського репера Paluch.
У жовтні 2018 року Plk випустив свій перший альбом Polak сертифікований платиною. У вересні 2019 року вийшов наступний альбом Mental, який до цього часу є його найвищим рейтингом .

## Дискографія
| Заголовок | Рік      | Пікові позиції | Пікові позиції       | Пікові позиції       | Пікові позиції |
| Заголовок | Рік      | FRA </br>      | BEL </br> (Fl) </br> | BEL </br> (Ва) </br> | SWI </br>      |
| --------- | -------- | -------------- | -------------------- | -------------------- | -------------- |
| Полак     | 2018 рік | 6              | -                    | 9                    | 31             |
| Енна      | 2020 рік | 2              | 23                   | 3                    | 5              |

### Мікстейпи
| Заголовок | Рік      | Пікові позиції | Пікові позиції       | Пікові позиції |
| Заголовок | Рік      | FRA </br>      | BEL </br> (Ва) </br> | SWI </br>      |
| --------- | -------- | -------------- | -------------------- | -------------- |
| Тенебре   | 2017 рік | 35             | 48                   | -              |
| Платина   | 2018 рік | 13             | 30                   | 90             |
| Психічний | 2019 рік | 2              | 46 (фі) 5 (ва)       | 15             |

### АзУ
- 2015: Тромпер Peur de me
- 2016: Дедани

### Одинокі

#### Провідний художник
| Заголовок                 | Рік      | Пікові позиції | Пікові позиції       | Пікові позиції | Альбом / EP                        |
| Заголовок                 | Рік      | FRA </br>      | BEL </br> (Ва) </br> | SWI </br>      | Альбом / EP                        |
| ------------------------- | -------- | -------------- | -------------------- | -------------- | ---------------------------------- |
| «Pas les mêmes»           | 2018 рік | 129            | -                    | -              | Платина                            |
| " Dis-moi oui "           | 2018 рік | 60             | -                    | -              | Платина                            |
| «Проблеми»                | 2019 рік | 6              | 37                   | -              | Психічний                          |
| «Un peu de haine»         | 2019 рік | 1              | 19                   | 44             | Психічний                          |
| «Бенеф»                   | 2020 рік | 14             | 37                   | -              | Енна                               |
| «Найкращий морт»          | 2020 рік | 8              | 42                   | -              | Енна                               |
| «Pas bien» </br> (з Коре) | 2021 рік | 33             | -                    | -              | En Passant Pécho </br> (саундтрек) |

#### Показується в
| Заголовок                                             | Рік      | Пікові позиції | Пікові позиції       | Пікові позиції | Альбом                                 |
| Заголовок                                             | Рік      | FRA </br>      | BEL </br> (Ва) </br> | SWI </br>      | Альбом                                 |
| ----------------------------------------------------- | -------- | -------------- | -------------------- | -------------- | -------------------------------------- |
| «Ламбо» </br> (Mister V feat. PLK)                    | 2018 рік | 121            | -                    | -              | Таксі 5 </br> (Саундтрек)              |
| «Comme à l'ancienne» </br> (RK feat. PLK)             | 2019 рік | 128            | -                    | -              | Альбом РК </br> Rêves de gosse         |
| «Джамайс» </br> (Mister V feat. PLK)                  | 2019 рік | 6              | 31                   | 76             | Альбом містер В. </br> MVP             |
| «Mec de cité» </br> (Yaro feat. Ninho & PLK)          | 2020 рік | 24             | 10* </br> (Ultratip) | -              | Невипуск альбому                       |
| «Проміс» </br> (Timal feat. PLK)                      | 2020 рік | 17             | -                    | -              | Timal альбом </br> Кальєнте            |
| «Поїзд de vie» </br> (Leto feat. PLK)                 | 2020 рік | 11             | 18* </br> (Ultratip) | -              | Невипуск альбому                       |
| «Омар» </br> (Koba LaD feat. PLK)                     | 2020 рік | 17             | -                    | -              | Альбом Koba LaD </br> Детально         |
| «Аміната» </br> (13 Block feat. PLK)                  | 2020 рік | 71             | -                    | -              | 13 Заблокувати альбом </br> BLO II     |
| «Коментар» tu vois " </br> (ZKR feat. PLK)            | 2021 рік | 7              | 9* </br> (Ultratip)  | -              | Альбом ZKR </br> Dans les mains        |
| «Космос» </br> (Rim'K feat. PLK)                      | 2021 рік | 7              | -                    | -              | Альбом Rim'K </br> ДОДАТОК             |
| «Le bruit des applaudissements» </br> (SDM feat. PLK) | 2021 рік | 30             | -                    | -              | Альбом SDM </br> Очо                   |
| «Арріба» </br> (Caballero feat. PLK)                  | 2021 рік | 136            | -                    | -              | Альбом кабальєро </br> Осо             |
| «Петручка» </br> (Soso Maness feat. PLK)              | 2021 рік | 1              | 1                    | 19             | Альбом Soso Maness </br> Avec le temps |

### Інші чартові пісні
| Title                                     | Year | Peak positions | Peak positions | Peak positions | Album / EP        |
| Title                                     | Year | FRA            | BEL (Wa)       | SWI            | Album / EP        |
| ----------------------------------------- | ---- | -------------- | -------------- | -------------- | ----------------- |
| «Pas besoin»                              | 2018 | 78             | —              | —              | Platinum          |
| «A A A»                                   | 2018 | 146            | —              | —              | Platinum          |
| «250»                                     | 2018 | 89             | —              | —              | Polak             |
| «Hier» (feat. SCH)                        | 2018 | 16             | —              | —              | Polak             |
| "Waow " (feat. Nekfeu)                    | 2018 | 32             | —              | —              | Polak             |
| «Monégasque»                              | 2018 | 33             | 13* (Ultratip) | —              | Polak             |
| «Idiote»                                  | 2018 | 67             | —              | —              | Polak             |
| «Polak»                                   | 2018 | 75             | —              | —              | Polak             |
| «Séparer»                                 | 2018 | 104            | —              | —              | Polak             |
| «Bunkoeur»                                | 2018 | 105            | —              | —              | Polak             |
| «Intro»                                   | 2018 | 109            | —              | —              | Polak             |
| «Ils nous comprennent pas»                | 2018 | 117            | —              | —              | Polak             |
| «Le sel»                                  | 2018 | 119            | —              | —              | Polak             |
| «Gozier» (feat. Paluch)                   | 2018 | 127            | —              | —              | Polak             |
| «Weed»                                    | 2018 | 142            | —              | —              | Polak             |
| «Dingue»                                  | 2019 | 22             | 15* (Ultratip) | —              | Non-album release |
| «Émotif» (Booska-P magazine release)      | 2019 | 39             | —              | —              | Non-album release |
| «Sans suite»                              | 2019 | 150            | —              | —              | Non-album release |
| «Toute l'année» (feat. Timal)             | 2019 | 16             | —              | —              | Mental            |
| «Hola»                                    | 2019 | 22             | —              | —              | Mental            |
| «Arai»                                    | 2019 | 25             | —              | —              | Mental            |
| «Cartelo» (feat. Maes)                    | 2019 | 30             | —              | —              | Mental            |
| «Nana»                                    | 2019 | 33             | —              | —              | Mental            |
| «Travailler»                              | 2019 | 43             | —              | —              | Mental            |
| «Tout recommencer» (feat. Tessa B.)       | 2019 | 48             | —              | —              | Mental            |
| «Meilleur cauchemar»                      | 2019 | 50             | —              | —              | Mental            |
| «Mental»                                  | 2019 | 76             | —              | —              | Mental            |
| «Ma génération»                           | 2019 | 79             | —              | —              | Mental            |
| «Corazon» (feat. Aladin 135)              | 2019 | 80             | —              | —              | Mental            |
| «V2V»                                     | 2019 | 86             | —              | —              | Mental            |
| «Intr100000»                              | 2019 | 88             | —              | —              | Mental            |
| «RS3»                                     | 2019 | 98             | —              | —              | Mental            |
| «Temps perdu»                             | 2019 | 102            | —              | —              | Mental            |
| «TT»                                      | 2019 | 103            | —              | —              | Mental            |
| «Le P»                                    | 2019 | 110            | —              | —              | Mental            |
| «On sait jamais» (feat. Niska)            | 2020 | 3              | 46             | 37             | Enna              |
| «Pilote» (feat. Hamza)                    | 2020 | 5              | —              | 42             | Enna              |
| «Chandon et Moët» (feat. Heuss l'Enfoiré) | 2020 | 10             | —              | —              | Enna              |
| «Les comptes»                             | 2020 | 11             | Tip            | —              | Enna              |
| «Dans les clips»                          | 2020 | 12             | —              | 71             | Enna              |
| «Billet d'20»                             | 2020 | 13             | —              | —              | Enna              |
| «Pourtant»                                | 2020 | 17             | Tip            | —              | Enna              |
| «Dégaine de bandit»                       | 2020 | 18             | —              | —              | Enna              |
| «Toutes générations» (feat. Rim'K)        | 2020 | 20             | —              | —              | Enna              |
| «Mamie»                                   | 2020 | 22             | —              | —              | Enna              |
| «Alleluia»                                | 2020 | 23             | —              | —              | Enna              |
| «Au fond d'ma tête»                       | 2020 | 26             | —              | —              | Enna              |
| «Calme»                                   | 2020 | 28             | —              | —              | Enna              |
| «Terrible»                                | 2020 | 30             | —              | —              | Enna              |
| «3 en 1»                                  | 2020 | 31             | —              | —              | Enna              |
| «La vie c'est marrant»                    | 2020 | 35             | —              | —              | Enna              |

* В офіційних бельгійських діаграмах Ultratop 50 не з'являється, а скоріше в бульбашках під діаграмами Ultratip.